# 프란체스코 포스카리

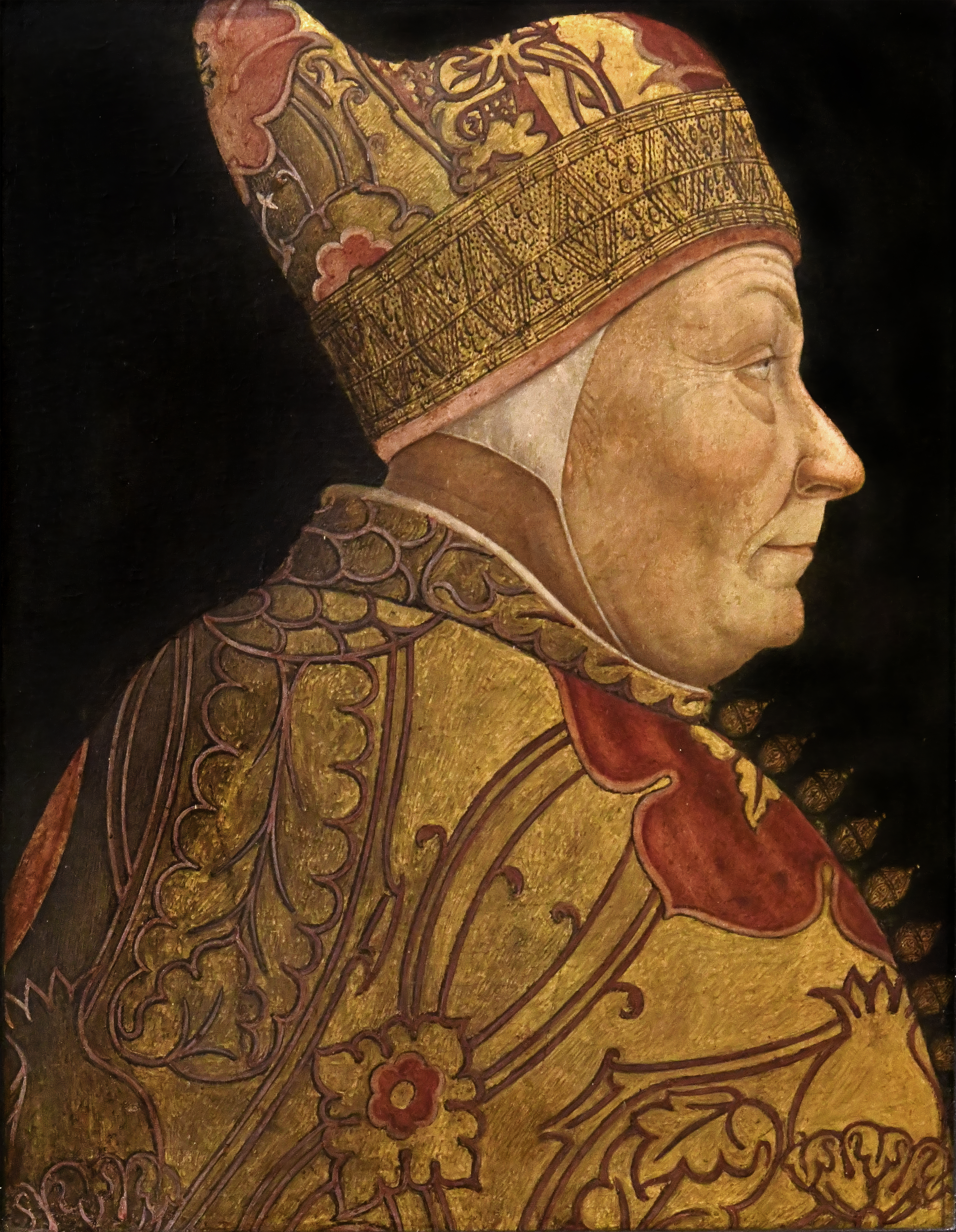
프란체스코 포스카리(라차로 바스티아니작

프란체스코 포스카리(이탈리아어: Francesco Foscari, (1373년 – 1457년 11월 1일)는 이탈리아 르네상스 시작 시기인 1423년부터 1457년까지의 베네치아의 도제이다.

## 생애
오래된 귀족 가문 출신인 포스카리는 1423년에 또다른 후보자인 피에트로 로레단을 물리치고 도제로 선출되기 이전에 대사, 10인 위원회, 재판관, 산마르코의 대리인, 40인의 대표등 여러 공직에서 베네치아 공화국을 위해서 일했었다. 그의 도제로서의 업무는 이탈리아 북부를 모두 지배하려던 비스콘티 가문이 다스리던 밀라노를 상대로 길고 오래된 여러 전쟁에서 베네치아를 이끈 것이였다. 테라페르마에서 베네치아의 혼란에 타당한 이유였음에도 불구하고, 인문주의 의원이자 역사가인 베르나르도 주스티니아니가 전해준 포스카리의 추도연설이 제안되었고, 몇 번의 승리에도 해양에서 부와 힘이 원천이였던 베네치아는 밀라노와 전쟁은 크나큰 대가를 치렀다. 포스카리가 이끌던 시기에 동맹인 피렌체에게 버림받은 베네치아는 마침내 프란체스코 스포르차가 이끌던 밀라노 군대에게 제압당하였다. 스포르차는 곧 베네치아를 남겨두고 피렌체와 평화 조약을 맺었다.

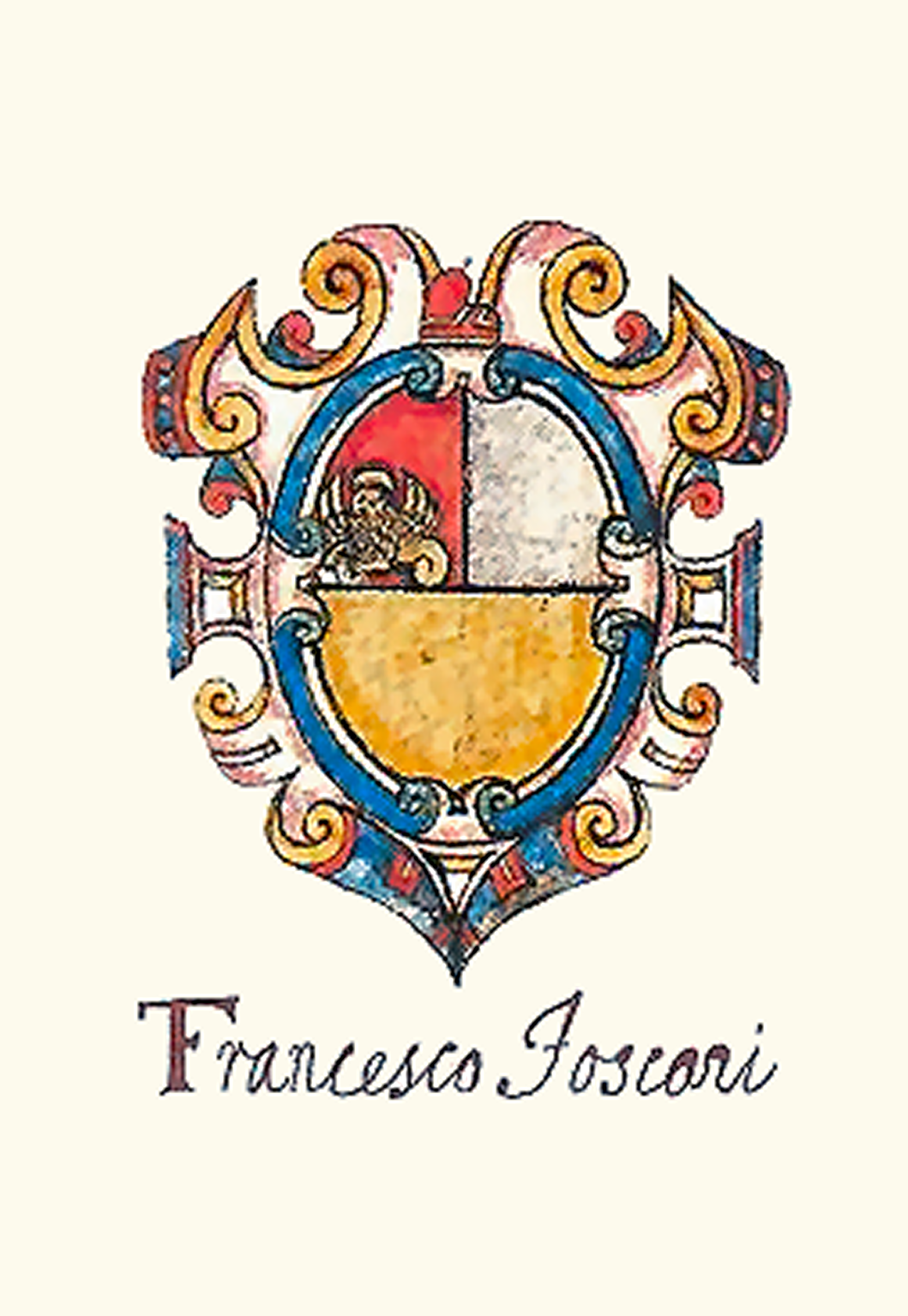
프란체스코 포스카리의 문장.

포스카리는 결혼을 두 번 했는데, 처음에는 마리아 프리울리(Maria Priuli) 그후에는 1415년 마리나 나니와 하였다. 1445년에 그에게는 살아있는 자식이 자코포(Jacopo) 단 한 명만이 있었는데, 그는 뇌물수수와 부패로 10인 위원회에 고발당하여 추방당하였다. 1450년, 1456년에 두 번 이상의 재판 끝에 크레타에서 자코포의 투옥이 결정되었고 결국 그곳에서 사망하였다.
자코포의 죽음 소식은 포스카리가 모든 공직에서 물러나게 하였고, 1457년 10월에 10인 위원회는 그에게 사임하도록 강요하였다. 그가 사망한 후 1주일 뒤에 베네치아 대중들의 격렬한 반응으로 인해 그에게 국가장이 치러졌다.

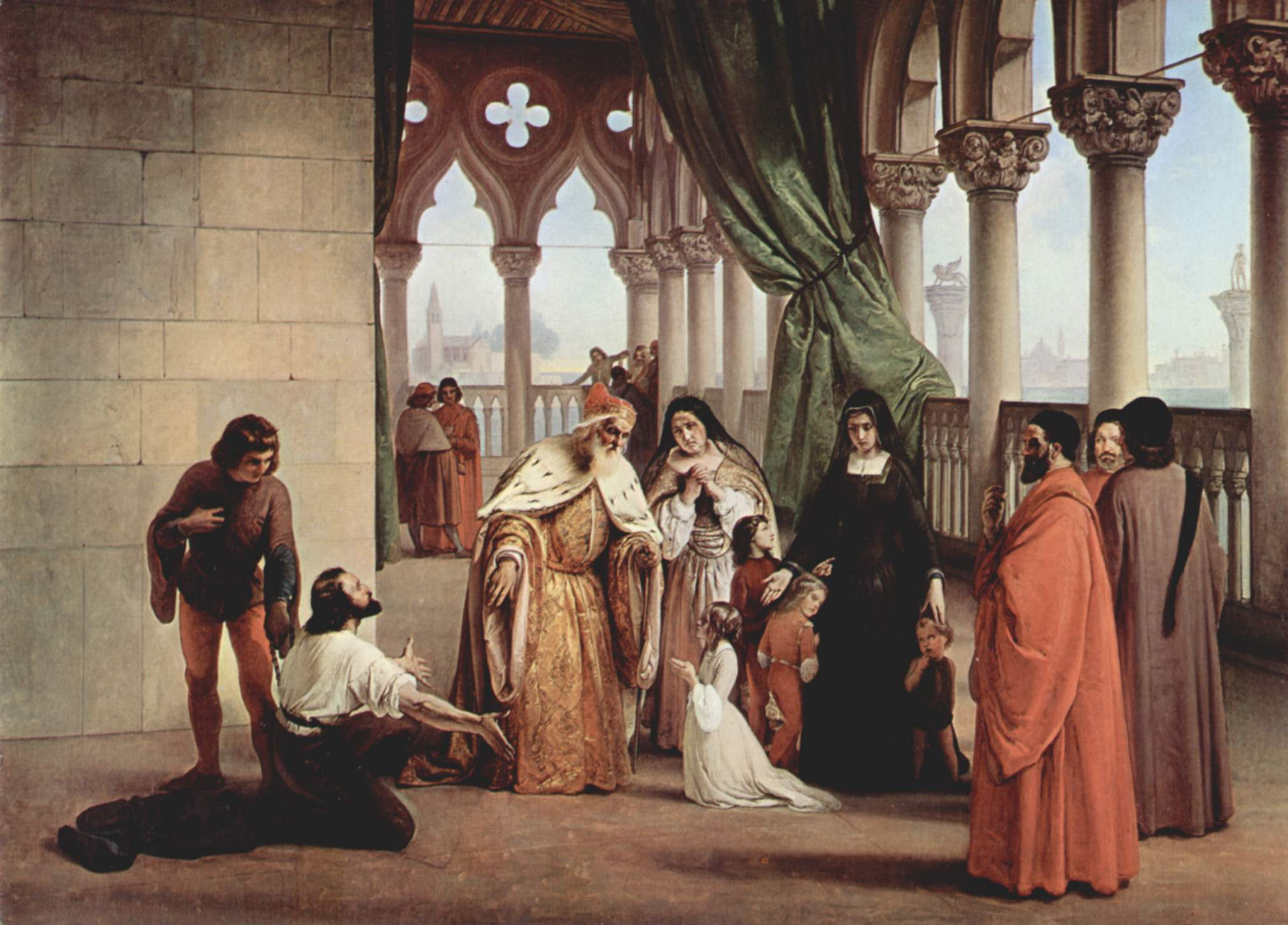
두 포스카리의 이별 (프란체스코 아이에츠작,1842년 (피렌체 모데나 미술관).

라차로 바스티아니가 그린 그의 초상화외에도, 포스카리는 도나텔로에게서 얇은 돋을 새긴 청동 명판을 주문을 했었는데, 그중 일부가 남아있다. 그의 무릎 꿇고 산마르코에 기도하는 조상이 두칼레 궁전 정문에 위치해있었으나 1797년에 혁명 정부의 명령으로 들어선 후 해체되었으며, 머리 부분은 보존되어 두칼레 궁전 오페라 박물관에서 소장하고 있다. 그의 기념비는 조각가 안토니오 브레뇨와 그의 형제이자 건축가인 파올로 브레뇨의 합작으로, 베네치아에 있는 산타 마리아 데이 프라리 교회에 헌납되었다.

## 문학과 오페라에서

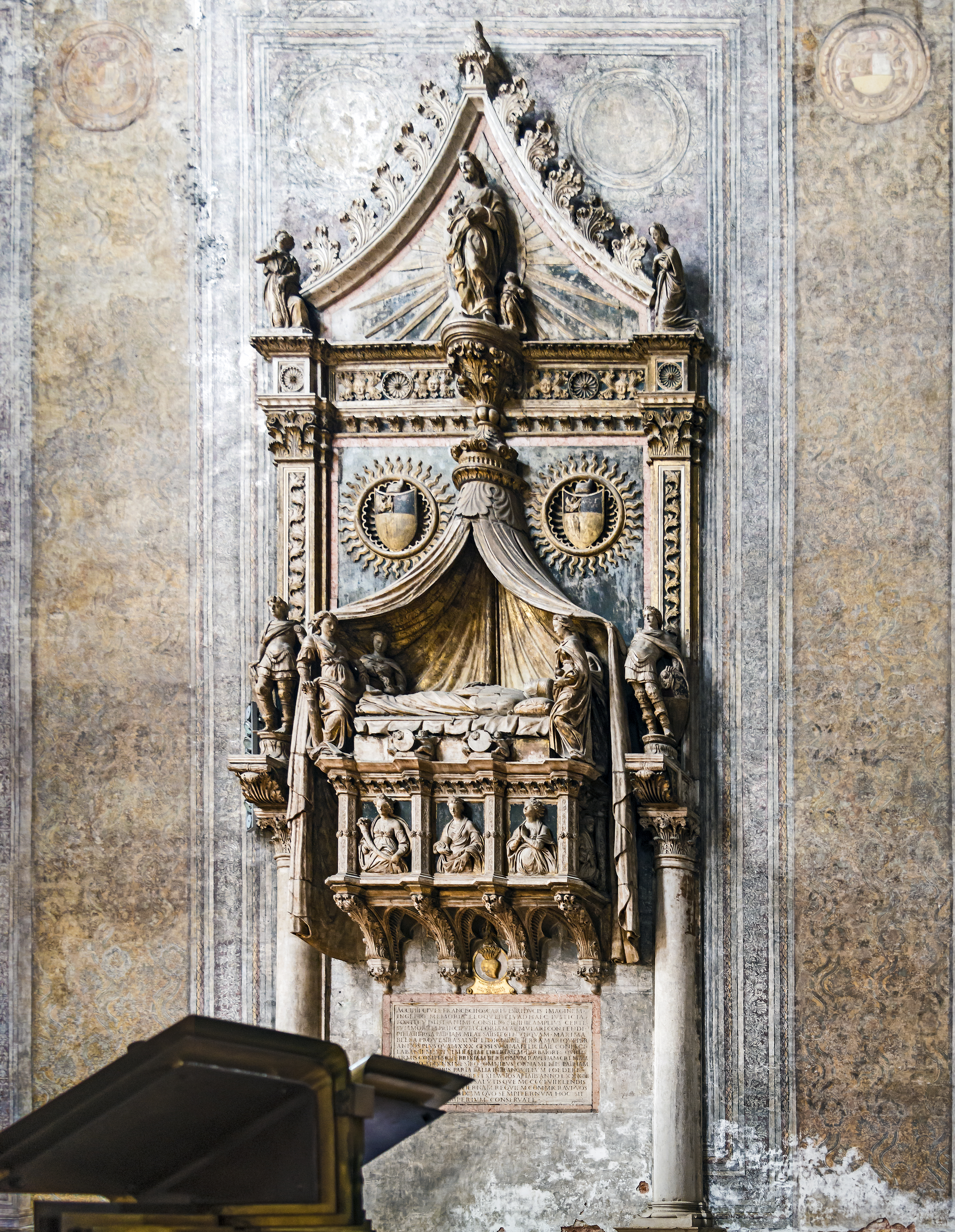
그의 무덤.

포스카리의 일생은 조지 고든 바이런의 《두 포스카리》라는 글과 새뮤얼 로저스의 장편화 《이탈리아》의 이야기 중 한 편의 주재였다. 바이런의 글은 프란체스코 마리아 피아베가 주세페 베르디의 오페라 《두 사람의 포스카리》에 사용할 리베르토로 각색되었고, 그 오페라는 1844년 11월 3일 로마에서 초연되었다.

## 같이 보기
- 카 포스카리 : 프란체스코 포스카리가 카날 그란데에 지은 건물

## 참고
1. ↑  "In proclaiming the new doge the customary formula which recognized the people's share in the appointment and asked for their approval – the last vestige of popular government – was finally dropped." (Encyclopædia Britannica, 1911.)
2. ↑  The posts of procuratori di San Marco appointed by the Maggior Consiglio, were , beneath the Doge, the most prestigious administrative posts of the Venetian Republic; the offices of the pocuratori, the Procuratie are the long low buildings that enfold Piazza San Marco.
3. ↑  롬바르디아 전쟁 참고.
4. ↑  Law, J. E. (1992). “The Venetian Mainland State in the Fifteenth Century”. 《Transactions of the Royal Historical Society》. Sixth Series 2: 153–174 [p. 157f]. doi:10.2307/3679103.; "empire" occurred in the tomb's inscription, though it was never officially employed (p. 163).
5. ↑  Edgcumbe Staley, The Dogaressas of Venice: The Wives of the Doges (London: T. Werner Laurie).
6. ↑  Von Bode, W. (1924). “Eine Porträtplakette des Dogen Francesco Foscari von Donatello: Ein Nachtrag”. 《Berliner Museen》 45 (2): 42–430.
7. ↑  Illustrated and discussed by Schulz, Anne Markham (1978). “The Sculpture of Giovanni and Bartolomeo Bon and Their Workshop”. 《Transactions of the American Philosophical Society》. New Series 68 (3): 1–81 [p. 47f and figs. 54, 55]. JSTOR 1006192.
8. ↑  Mariacher, Giovanni (1950). “New Light on Antonio Bregno”. 《The Burlington Magazine》 92 (566): 123–129.

## 추가 참고 도서
- Romano, Dennis (2007년). 《The Likeness of Venice: A Life of Doge Francesco Foscari》. 예일 대학출판부. ISBN 0-300-11202-5.